# Ekans
Ekans (japanski: アーボ Ābo) jedan je od 1025 fiktivnih vrsta Pokémona iz medijske franšize Pokémon, skupa Pokémon videoigara, animiranih serija, manga stripova, knjiga, igraćih karata i drugih medija kojima je tvorac Satoshi Tajiri. Svrha je Ekansa u videoigrama, animiranoj seriji i manga stripovima, kao i svrha ostalih Pokémona, borba s divljim Pokémonima – neukroćenim stvorenjima koje igrači i likovi pronalaze dok kreću na razne avanture – i pripitomljenim Pokémonima drugih Pokémon trenera.

## Etimologijaimena
Ime Ekans jednostavna je premetaljka engleske riječi "snake" = zmija, odnoseći se na životinju na kojoj se temelji lik Ekansa. 
Njegovo japansko ime, Arbo, vjerojatno je premetaljka riječi "cobra" = kobra, bez posljednjeg slova.

## Pokédex podaci
- Pokémon Red i Blue: Kreće se nečujno i kradomice. Proždire jaja Pokémon ptica poput Pidgeya i Spearowa čitava.
- Pokémon Yellow: Sa starošću raste u duljinu. Uvečer omota svoje dugo tijelo oko grana drveta gdje odmara.
- Pokémon Gold:  Može slobodno odvojiti svoju vilicu kako bi progutao čitav plijen. Ipak, u takvim slučajevima postaje pretežak da bi se kretao.
- Pokémon Silver: Uvijek je skriven u travi. Pri rođenju, nije sposoban lučiti otrov, pa je njegov ugriz bolan, ali ne i otrovan.
- Pokémon Crystal: Paluca vrškom jezika kako bi osjetio miris plijena, a zatim ga pri napadu guta čitavog.
- Pokémon Ruby/Sapphire: Ekans se uvija u spiralu kada odmara. Zauzimanje ovog položaja dopušta mu da brzo odgovori na svaku prijetnju iz bilo kojeg smjera.
- Pokémon Emerald: Ekans se uvija u spiralu kada odmara. Zauzimanje ovog položaja dopušta mu da brzo odgovori na svaku prijetnju iz bilo kojeg smjera.
- Pokémon FireRed: Veoma čest primjer u travnatim područjima. Paluca jezikom kako bi osjetio prijeti li mu opasnost u okolini.
- Pokémon LeafGreen: Kreće se nečujno i kradomice. Proždire jaja Pokémon ptica poput Pidgeya i Spearowa čitava.
- Pokémon Diamond/Pearl: Nečujno se kreće travnjacima i napada plijen straga.

## U videoigrama
Ekans je u divljini prisutan tek u određenom broju Pokémon videoigara. Jedinstven je za Pokémon Red inačicu, na Stazama 4, 11 i 23. U igrama druge generacije također je endem. U Pokemon Gold inačici nije prisutan u divljini, već ga igrač može kupiti u kockarnici u gradu Goldenrodu. U Pokemon Silver igri prisutan je na stazama 3, 4, 32 i 33. U Pokemon Crystal igri, prisutan je na svim prethodnim navedenim stazama, te stazi 42. U preradama igara prve generacije, može ga se pronaći isključivo u Pokémon FireRed inačici.
Ekans se u Arboka, svoj završni oblik, razvija na 22. razini.

## Tehnike
| Prirodne tehnike                | Prirodne tehnike | Prirodne tehnike |
| ------------------------------- | ---------------- | ---------------- |
| Tehnika                         | Vrsta tehnike    | Razina           |
| Omatanje (Wrap)                 | Normalni         |                  |
| Opaki pogled (Leer)             | Normalni         |                  |
| Otrovna bodlja (Poison Sting)   | Otrovni          | 4                |
| Ugriz (Bite)                    | Mračni           | 9                |
| Bljesak (Glare)                 | Normalni         | 12               |
| Vrištanje (Screech)             | Normalni         | 17               |
| Kiselina (Acid)                 | Otrovni          | 20               |
| Nakupljanje (Stockpile)         | Normalni         | 25               |
| Gutanje (Swallow)               | Normalni         | 25               |
| Pljuvanje (Spit Up)             | Normalni         | 25               |
| Blatna bomba (Mud Bomb)         | Zemljani         | 28               |
| Želučana kiselina (Gastro Acid) | Otrovni          | 33               |
| Sumaglica (Haze)                | Ledeni           | 36               |
| Prljavi mlaz (Gunk Shot)        | Otrovni          | 41               |

## Statistike
| HP:      | 35 |  |
| Attack:  | 60 |  |
| Defense: | 44 |  |
| Special: | 40 |  |
| SpAtk:   | 40 |  |
| SpDef:   | 54 |  |
| Speed:   | 55 |  |

Statistika Special korištena je samo tijekom prve generacije; kasnije je podijeljenja na Special Attack i Special Defense statistike.

## U animiranoj seriji
Jessie, članica Tima Raketa, posjedovala je Ekansa koji je veći dio prvotnih sezona Pokémon animirane serije bio jedini Pokémon u njenom timu. Bio je iznimno odan Pokémon te se naposljetku razvio u Arboka kako bi ju usrećio.
Pokémon krivolovac uhvatio je velik broj Ekansa tijekom epizode A Poached Ego!, koje je kasnije Jessien Arbok spasio.